# Silvio Crapolicchio
Silvio Crapolicchio (Roma, 25 marzo 1964) è un politico italiano.

## Biografia
Laureato in Giurisprudenza all'Università La Sapienza di Roma, esercita l'attività di avvocato specializzandosi i diritto amministrativo, civile e societario e in materia giuslavoristica. Membro del comitato scientifico dell'Associazione Nazionale Piccoli Comuni Italiani, è stato professore a contratto di "Diritto dei consumatori" presso l'Università di Cassino.
Alle elezioni politiche del 2006 viene eletto deputato della XV legislatura della Repubblica Italiana nella circoscrizione II Piemonte per il Partito dei Comunisti Italiani. Alla Camera dei Deputati è stato membro della Commissione Giustizia, membro e segretario della Giunta delle Elezioni e membro del Comitato Permanente per le incompatibilità, le ineleggibilità e le decadenze.